# Ulrich Genzler
Ulrich Genzler (* 20. März 1956) ist ein deutscher Verleger. Er gehört der Geschäftsführung der Verlagsgruppe Random House an.

## Leben
Nach seinem Studium in Berlin leistete er ein Volontariat beim Carl Hanser Verlag in München. Anschließend wurde er Nachwuchslektor in der Verlagsgruppe Bertelsmann. Dort lektorierte er ab 1985 zunächst für die Verlagsmarke Mosaik und war ab 1987 als zunächst als Lektor, ab 1991 als Cheflektor für Goldmann tätig. 1997/1998 verließ er Goldmann, um beim auf Taschenbücher spezialisierten Heyne Verlag den Posten des verlegerischen Geschäftsführers mit Verantwortungsbereich Heyne und Diana einzunehmen.
Bei Heyne baute er systematisch das Hardcover-Segment weiter aus und betrieb nach dem Tod von Rolf Heyne die Integration des Verlages in die Verlagsgruppe Ullstein Heyne List. Dieser Zusammenschluss war nur temporär, denn das Kartellamt hatte Einwände, als Random House eine Übernahme anmeldete. Lediglich Heyne stieß 2003 nach der Wiederaufteilung der Buchverlagsgruppe in die Einzelverlage Ullstein/List und Heyne zur Verlagsgruppe Random House, die wiederum dem Bertelsmann-Konzern zugehörig ist, sodass die Branche von einer Rückkehr Genzlers zu Bertelsmann sprechen konnte. Als Mitglied der Geschäftsleitung von Random House lagen anfangs die Programme der Verlage Heyne, Diana, Ariston, Ludwig, Ansata, Lotos und Integral in seinem Verantwortungsbereich. Mitte 2005 kam der Blessing Verlag hinzu. Und Ende 2010 erfolgte die Gründung des Jugendbuchprogramms Heyne fliegt, das ebenfalls noch hinzukam. Im November desselben Jahres wurde Genzler von der Fachzeitschrift Buchmarkt als „Verleger des Jahres“ ausgezeichnet. Sein großes Verdienst sei es gewesen, unter anderem Stieg Larsson, Nicholas Sparks, John Grisham, Amelie Fried und Brigitte Riebe an sein Unternehmen gebunden zu haben, hieß es. Am 1. Juli 2014 wurde er in die Geschäftsführung der Verlagsgruppe Random House berufen. Die Verlage Südwest, Bassermann, Bassermann Inspiration und Irisiana wurden ihm am 1. November 2014 zusätzlich überantwortet.